# Gle Ampeh
Gle Ampeh är en kulle i Indonesien.   Den ligger i provinsen Aceh, i den västra delen av landet, 1 700 km nordväst om huvudstaden Jakarta. Toppen på Gle Ampeh är 55 meter över havet.
Terrängen runt Gle Ampeh är platt åt sydväst, men åt nordost är den kuperad.Runt Gle Ampeh är det glesbefolkat, med 18 invånare per kvadratkilometer. I omgivningarna runt Gle Ampeh växer i huvudsak städsegrön lövskog.